# Wielomian nieprzywiedlny
Wielomian nieprzywiedlny – wielomian dodatniego stopnia (o współczynnikach z pierścienia całkowitego), który nie daje się przedstawić jako iloczyn dwóch wielomianów dodatniego stopnia (o współczynnikach ze wspomnianego pierścienia). Wielomiany, które nie są nieprzywiedlne nazywa się przywiedlnymi.
Dostrzeżenie nieprzywiedlnych wielomianów stopnia wyższego niż jeden o współczynnikach całkowitych było impulsem do badań nad liczbami algebraicznymi, czyli pierwiastkami wielomianów o współczynnikach wymiernych.

## Definicja
Wielomian {\displaystyle \mathrm {f} } dodatniego stopnia (jednej zmiennej) o współczynnikach z pierścienia całkowitego {\displaystyle R} nazywa się nieprzywiedlnym w {\displaystyle R,} jeżeli nie istnieją wielomiany {\displaystyle \mathrm {g} ,\mathrm {h} } dodatniego stopnia o współczynnikach z {\displaystyle R,} dla których {\displaystyle \mathrm {f} =\mathrm {gh} }.

## Własności i przykłady
Wielomiany stopnia pierwszego są nieprzywiedlne w każdym pierścieniu wprost z definicji.
W przypadku gdy pierścień współczynników wielomianów tworzy ciało (np. liczb wymiernych, rzeczywistych, czy zespolonych), pojęcie rozkładalności/nierozkładalności w pierścieniu wielomianów pokrywa się z pojęciem przywiedlności/nieprzywiedlności w pierścieniu współczynników. W przypadku ogólnym, gdy pierścień współczynników jest pierścieniem całkowitym, pojęcia te są istotnie różne. Przykładowo wielomian {\displaystyle 6x+2} zmiennej {\displaystyle x} o współczynnikach całkowitych jest nieprzywiedlny w tym pierścieniu (jako wielomian pierwszego stopnia), lecz rozkładalny w pierścieniu wielomianów o współczynnikach całkowitych na dwa wielomiany nieodwracalne w tym pierścieniu wielomianów: {\displaystyle 2} oraz {\displaystyle 3x+1}.
Wielomian nieprzywiedlny w danym ciele (pierścieniu), może być przywiedlny w jego rozszerzeniu (przywiedlność nie jest zatem własnością niezmienniczą rozszerzeń), przykładowo wielomian {\displaystyle x^{2}-2} jest nieprzywiedlny w pierścieniu liczb całkowitych (jak również liczb wymiernych), choć jest przywiedlny w ciele liczb rzeczywistych, gdyż {\displaystyle x^{2}-2=(x-{\sqrt {2}})(x+{\sqrt {2}}).}
Jeśli ciało współczynników jest algebraicznie domknięte, wielomiany pierwszego stopnia są jedynymi wielomianami nieprzywiedlnymi w tym ciele; na odwrót: jeżeli wielomiany pierwszego stopnia są jedynymi wielomianami nieprzywiedlnymi w danym ciele, to jest ono algebraicznie domknięte.
Zasadnicze twierdzenie algebry mówi, że ciało liczb zespolonych jest algebraicznie domknięte. Stąd dowolny wielomian co najmniej drugiego stopnia jest przywiedlny w ciele liczb zespolonych (rozkładalny w pierścieniu wielomianów o współczynnikach zespolonych). W szczególności nieprzywiedlny w ciele liczb rzeczywistych wielomian {\displaystyle x^{2}+1} zmiennej {\displaystyle x} jest przywiedlny w ciele liczb zespolonych, ponieważ {\displaystyle x^{2}+1=(x+i)(x-i)}, gdzie jednym z pierwiastków tego wielomianu jest jednostka urojona.

## Literatura dodatkowa
- Jerzy Browkin: Teoria ciał. Wyd. 1. T. 49. Warszawa: Państwowe Wydawnictwo Naukowe, 1977, seria: Biblioteka Matematyczna. Brak numerów stron w książce